# Богдана Гюзелева-Вулпе
Богда̀на Гюзѐлева-Ву̀лпе е българска оперна певица, сопран, смятана за първата композиторка в България.
Съпруга е на българския оперен певец от бесарабски произход Иван Николаевич Вулпе и майка на Николай Вулпе, който също се занимава с оперно пеене, както и с драматичен театър.

## Биография
Родена е през 1878 година в Търново. Между 1897 и 1899 година учи оперно пее в Дрезденската консерватория, където неин преподавател е проф. Е. Зиферт.
През 1903 година сключва брак с Иван Вулпе и двамата се установяват в Иркутск, където преподават в музикалното училище и пеят в оперния отдел на градския театър.
През 1907 година семейството се завръща в България, където стават съучредители на Българската оперна дружба, заедно с такива имена на българската оперна сцена като Константин Михайлов-Стоян, Драгомир Казаков, Димитър Попиванов, Стоян Николов и други. Богдана Гюзелева-Вулпе участва в спектаклите на Оперната дружба от самото ѝ начало – първоначално с малки роли в отделни арии, а впоследствие с централни роли, първата от които е Неда в операта „Палячи“ на Руджеро Леонкавало.
Гласът на Гюзелева-Вулпе подхожда на различни по характер и гласови данни оперни роли: от алтовата партия на Кармен в едноименната опера на Жорж Бизе до сопрановата партия на Графинята в „Сватбата на Фигаро“ от Волфганг Амадеус Моцарт. Сред другите роли, които тя изпълнява, са на Сиромахкинята в едноименната опера на Емануил Манолов, на Тамара в „Демон“ от Антон Рубинщайн, на Тахир Беговица в едноименната опера на Димитър Хаджигеоргиев, на Ирина в „Борислав“ от маестро Георги Атанасов.
През 1917 година заминава за Виена, Австрия, а по-късно в Измир, Турция. В България се връща през 1928 година и до смъртта си през 1932 година работи като вокален педагог.
Наред с изпълнителската си дейност, Богдана Гюзелева-Вулпе се отдава и на творческа, като композира по собствени либрета общо три опери, три оперети, симфонични картини по народни мотиви, песни по стихове на Хайнрих Хайне и други автори. Неин преподавател по композиция е известният цигулар, музикален педагог и капелмайстор Йозеф Швертнер. Първата си опера, „Психея“ пише през 1915 година и поставя на софийска сцена на 30 март, като сама влиза в ролята на Астра. Другите ѝ две опери са „Ферандо“ по мотиви от поемата „Испанци“ на Лермонтов и „Пародия“, сътворена в Измир. Трите ѝ оперети са „Любов“, „Махараджа“ и „Съюзници“.
Умира на 28 май 1932 г. 